# Gianfranco Fini
Gianfranco Fini (Bologna, 1952. január 3. –) olasz politikus, a Camera dei Deputati volt házelnöke, az egykori jobboldali Nemzeti Szövetség és a szélsőjobboldali Olasz Szociális Mozgalom pártok főtitkára volt, jelenleg a liberális konzervatív Jövő és Szabadság Olaszországért párt elnöke. A 2. és 3. Berlusconi-kormányban miniszterelnök-helyettes és külügyminiszter volt.

## Életrajza

### Családja
Édesapja Argenio Fini (1923-1998) az Olasz Szociális Köztársaság egyik önkéntese volt. Később több olajtársaságnál dolgozott, édesanyja Erminia Marani volt (1926-2008).
Öccse, Massimo Fini szintén politikus lett, évekig az Olasz Szociális Mozgalom tagja volt.

## Politikai karrierje
A politikai életben 1969-ben jelent meg, amikor tagja lett az Olasz Szociális Mozgalom Giovane Italia nevű hallgatói szervezetének. Három évvel később a családdal Rómába költözött, ahol 1973-ban a párt ifjúsági szervezetének a Fronte della Gioventú Róma megyei vezetője lett. 1974-ben az ifjúsági szervezet országos vezetőségének lett a tagja. 1977-ben beválasztották az Olasz Szociális Mozgalom központi bizottságába.
1977-ben a Fronte della Gioventú országos főtitkára lett, Giorgio Almirante kérésére. Ekkor szerezte meg diplomáját pedagógiai tanulmányaiért.
Ekkor Fini a párt hivatalos napilapjának, a Secolo d’Italia szerkesztője is volt.

### Olasz Szociális Mozgalomból átmenet a Nemzeti Szövetségbe
1983-ban lett először a parlament alsóházának a Camera dei deputati tagja, 1987-ben újra megválasztották Mirabello település jelöltjeként. Almirante őt jelölte meg utódjának. 1987-ben a párt sorrentói kongresszusán megválasztották főtitkárnak.
Legfőbb ellenfele Pino Rauti 1990-ben megszerezte tőle a pártvezetését, de az 1991-es szicíliai regionális választáson elszenvedett vereség miatt Rauti lemondott és ismét Fini lett a párt elnöke egészen a párt 1995-ös megszűnéséig.
Az 1993-as helyhatósági választásokon az ő vezetésével a párt három városnak adott polgármestert. Fini pedig második lett a római választáson, mint polgármester-jelölt, itt a baloldali Francesco Ruttelli verte meg. Silvio Berlusconi, aki ekkor még nem volt politikai szereplő, ezzel kapcsolatban egy interjúban elmondta, hogy "ha római lennék Finire szavaznék".
Ezalatt Fini három városban szerez önkormányzati képviselői tapasztalatot: Apriliában, Bresciában és Reggio Calabriában helyi tanácsosi posztot tölt be 1991 júniusa és 1993 októbere között.
1994-es választások után megalakult Első Berlusconi-kormányban nem vállalt tisztséget, de pártja Olaszország történetében először most kapott miniszteri tárcákat.
1995. január 25-29-e között tartották Fiuggiban a párt kongresszusát, ahol hivatalosan is bejelentették az Olasz Szociális Mozgalom megszűnését, és a Nemzeti Szövetség megalapítását. A hírre Pino Rauti és az őt támogató radikális szárny kilépett a pártból és megalapították a Háromszínű Láng Szociális Mozgalom pártot.

### Kormányzati tapasztalat
Fini 2001 és 2006 között Fini a 2. Berlusconi-kormány miniszterelnök-helyettese volt, 2004. novemberétől külügyminiszter volt, Franco Frattinit váltotta, aki az Európai Bizottság tagja lett. 2002. februárjától az európai alkotmányt előkészítő európai egyezmény olasz képviselője volt.
Ő terjesztette be 2002-ben a Fini-Bossi törvényként ismert, bevándorlási törvényt, amely az EU-n kívülről érkező bevándorlókra vonatkozott. A törvény szabályozta, hogy a EU-n kívülről érkező munkavállaló csak a kiskorú vagy az önellátásra képtelen nagykorú gyerekeit hozhatja magával automatikusan, a szüleit csak akkor, ha nincs hazájukban olyan gyerek, aki el tudja tartani őket. A törvény azt is előírja, hogy a külföldi munkavállalónak csak munkaszerződéssel mehet ki.
2006-ban a 2006. évi téli olimpiai játékok alatt hagyták jóvá az általa kezdeményezett 309/1990-es köztársasági elnöki rendelet módosítását. Ebben a rendeletben a drogfogyasztásra vonatkozó jogszabályokat változtatták meg: nem tettek különbséget a könnyű drogok (mint a cannabis) és a kemény drogok (mint a heroin, kokain) illetve a drogfogyasztók és drogterjesztők között, mindenkit egyformán büntetett a törvény.

### Együttműködés a Szabadság Népe pártjával
2006 nyarán a 2006-os választási vereségük után bejelentette, hogy a Nemzeti Szövetség logójából kiveteti a lángot és az M.S.I feliratot, amivel az Olasz Szociális Mozgalommal vállalt történelmi folytonosságot jelképezték, ezzel a 2009-es európai parlamenti választásra készült. Sokan ezt a tettet a párt 1995-ben a Fiuggiban tartott kongresszusán megkezdett megújítási folyamat végének tekintették, amivel a párt mérsékelt jobboldali erővé vált és így lehetővé vált, hogy a Forza Italia párttal egyesüljenek.
2007 januárjában Silvio Berlusconi Finit nevezte meg utódjának abban az esetben, ha egységes pártot alapítana, amivel felháborodást váltott ki az Északi Liga és a Kereszténydemokrata Centrum Uniója részéről.
2007-ben miután létrejött a Szabadság Népe nevű választási koalíció Silvio Berlusconi vezetésével, ő bejelentette, hogy német mintára új választási törvényt fognak beterjeszteni, amiben előtérbe kerül az arányos választási rendszer és új parlamenti bejutási küszöböt határoznának meg. Fini eleinte úgy érvelt, hogy a pártja nem akar ebben részt venni. A Szabadság Népe megszületését zavarosnak és felszínesnek nevezte. Továbbá kifejtette, hogy eszük ágában sincs Berlusconival egyesülni.
Két hónappal később 2008 februárjában úgy nyilatkozott, hogy "Olaszország történelmében először a nép akaratából egyesül a választások előtt egy egységes erővé". Ezzel a 2008-as olaszországi parlamenti választásokon egy listán szerepelt Berlusconi és Fini pártja, egy egységes jobbközép politikai erőként. A sajtó ezt a Nemzeti Szövetség végeként értékelte.

### A Képviselőház elnökeként
A jobbközép koalíció választási győzelme után, 2008. április 30-án a Camera dei deputati elnökének választották meg, 611 képviselőből 335-en szavaztak mellette. A megválasztásával együtt bejelentette, hogy lemond pártja vezetéséről, 2008. május 11-én Ignazio La Russa lett a Nemzeti Szövetség új főtitkára.
Aldo Moro megölésének 30. évfordulóján rendezett megemlékezésén Giorgio Napolitano köztársasági elnök beszédet tartott amiben az ólomévek alatti terrortámadások áldozatairól emlékezett meg függetlenül pártállásuktól, A beszédet Fini úgy értékelte, hogy "véget ért a második világháború utáni nehéz időszak" és, hogy a jobboldal társadalmi elutasítottsága megszűnt.
A képviselőházi beiktatása során Fini két ünnepnap: Olaszország felszabadulásának évfordulója, április 25. és május 1. kapcsán megjegyezte, hogy "most Olaszország visszanyert szabadságát kell ünnepelni, és a munkaközpontúság egy olyan köteles, ami alól senki nem bújhat ki".
Kijelentette, hogy régmúlt ideológiától meg kell szabadulni, arra intett, "hogy a szabadságunkat és a demokráciát még csapda fenyegeti. Nem a múlt században már elbukott antidemokratikus ideológiák miatt, hanem a növekvő és terjedő kulturális relativizmus miatt".
A beiktatási beszédében tiszteletét adta a nemzeti zászló előtt és Francesco Cossiga valamint Carlo Azeglio Ciampi volt köztársasági elnököknek.
Mindezek mellett Fini fontosnak tartotta a jobboldali értéket felülvizsgálatát: 2008-ban Fini a Nemzeti Szövetség ifjúsági szervezetének az Azione Giovani (Fiatalok Cselekvése) egy római rendezvényén arról beszélt, hogy a jobboldalnak tudomásul kell venni olyan értékeket, amik "az alkotmányban is szerepelnek: szabadság, egyenlőség és a társadalmi igazságosság. Azok az értékek, amik vezették és most is vezetik a jobboldal útját, azok mind a demokrácia értékei és mind antifasiszták".

#### Harca a parlamenti hiányzások ellen
A képviselőház elnökeként komoly rendezkedést hozott a hiányzások csökkentésére: be vezette az ujjnyomos szavazási módot, amihez a képviselőknek személyesen meg kellett jelennie. A gyakran hiányzó képviselőknek a parlamenti szavazórendszer nem teszi lehetővé hogy szavazzon. Ez az intézkedés a "zongoristáknak" csúfolt képviselőket érintette, azokat, akik a saját és a hiányzó képviselők nevében szavaztak.

### Jövő és Szabadság Pártjának megszületése
2009-ben feszültség alakult ki közte és a párt vezetői között: Fini szerint Berlusconi elfojtja a párton belüli vitákat és azzal vádolta a pártot, hogy beállt az Északi Liga sorába feladva ezzel a vezető kormánypárti szerepét.
2010. július 29-én a Szabadság Népe párt elnökségi tagjainak a többsége megszavazott egy dokumentumot, amely büntetné Fini és Berlusconi közti koalíció felbomlását. Ebben felszólították Finit, hogy mondjon le a képviselőház elnöki posztjáról. Azt is hozzátették, hogy "Fini viselkedése nem egyeztethető össze a párt értékeivel és a választóinkkal."
Fini következő nap bejelentette, hogy egy új parlamenti frakciót fog alakítani. Ebbe 34 képviselő és 10 szenátor csatlakozott, akik a Szabadság Népéből léptek ki, akik közt néhányan a Nemzeti Szövetségben is benne voltak.
2010. november 7-én tartották az új frakció első kongresszusát Bastia Umbrában, ahol elismerte a gazdasági válság létét. Felszólította Silvio Berlusconit, hogy mondjon le, ellenkező esetben a pártjának az emberei kilépnek a koalícióból.